# زاريتشي (مقاطعة موسكو)
زاريتشيي (بالروسية: Заречье) هي بلدة صغيرة في منطقة اودينتسوفو في مقاطعة موسكو أوبلاست في روسيا. يبلغ عدد سكانها حوالي 6,170 نسمة حسب تعداد عام 2013م.
تقع في الجزء الشرقي من المقاطعة، على بعد كيلومتر واحد من طريق موسكو الدائري.